# Scherbengericht

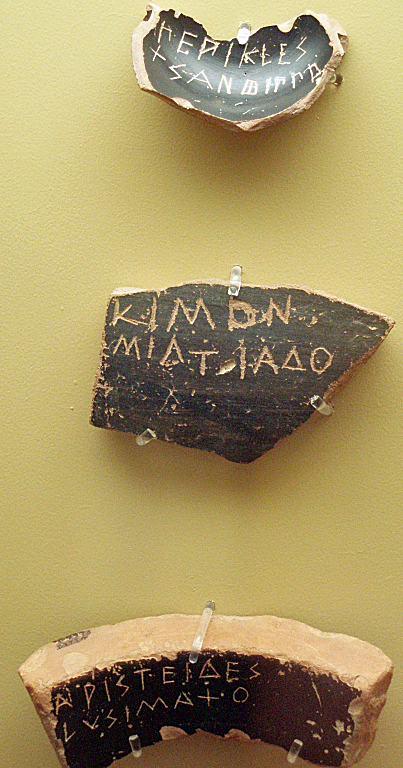
Scherben mit den Namen Perikles, Kimon, Aristeides und ihren jeweiligen Patronymen

Das Scherbengericht (Ostrakismos, altgriechisch ὁ ὀστρακισμός ho ostrakismós; früher überwiegend latinisiert Ostrazismus) war in der griechischen Antike ein vor allem aus Athen bekanntes politisches Verfahren, um missliebige oder zu mächtige Bürger aus dem politischen Leben der Stadt zu entfernen. Der Begriff ist abgeleitet von Ostrakon (τὸ ὄστρακον), Tonscherbe, da Bruchstücke von Tongefäßen als „Stimmzettel“ verwendet wurden. Die Teilnehmer ritzten in die Scherben Namen von zu exilierenden Personen ein; nach erfolgter Abstimmung und Auszählung wurde der Meistgenannte für zehn Jahre verbannt. Seinen Besitz behielt der Ausgewiesene; und wenn er später zurückkehrte, konnte er sein Bürgerrecht auch in Ämtern wieder ausüben.
Ähnliche Verfahren gab es auch in anderen griechischen Städten. In Syrakus benutzte man zum Beschriften statt der Scherben Olivenbaumblätter, weshalb man hier von Petalismos (πέταλον petalon, „Blatt“) sprach, der anders als der Ostrakismos nach Diodor nur fünf Jahre als Verbannungszeitraum umfasste.
Im modernen Sprachgebrauch hat sich Scherbengericht zu einem geflügelten Wort entwickelt, mit dem beispielsweise politisch motivierte Aktionen und Methoden bezeichnet werden, um vermeintliches oder tatsächliches persönliches Fehlverhalten zu sanktionieren.

## Verfahrensbestandteile
In der Amtsperiode der 6. Prytanie, also im sechsten der zehn Jahreszehntel (nach dem attischen Kalender etwa im heutigen Januar) eines jeden Jahres, stimmte die Volksversammlung in Athen ohne Aussprache darüber ab, ob ein Scherbengericht durchgeführt werden solle. War das Quorum erreicht und die Mehrheit dafür, so wurde im Vorfeld der 8. Prytanie die „Ostrakophorie“ („Scherbentragen“) angesetzt. Die Abstimmung fand nach genauer Zugangskontrolle auf der Agora statt. Archonten und Rat der 500 hatten als Abstimmungsleitung zunächst die Mindestzahl von 6000 Stimmberechtigten festzustellen, bevor ausgezählt wurde. Eine Liste der „Kandidaten“ gab es nicht, sondern jeder Bürger konnte auf seine „Stimmscherbe“ schreiben, wen er aus der Stadt verwiesen sehen wollte. Verbannt wurde nach durchgeführtem Ostrakismos jeweils nur einer, und zwar derjenige, gegen den die Mehrheit der mindestens 6000 Stimmen gerichtet war.
Die Masse der gefundenen Scherben lässt die Einzelheiten gut erkennen. Angegeben wurde der Name des Auszuweisenden, oft auch der Vatersname und gelegentlich der Demos, also der Bezirk, dem er angehörte. Die Abstimmenden mussten also schreiben können; doch durfte man sich helfen lassen, wie eine Anekdote über Aristeides zeigt, der auf Bitte eines Mitbürgers seinen eigenen Namen auf die Scherbe geschrieben haben soll, als jener Mann, der ihn persönlich nicht kannte, um diese Hilfe bat. Manchmal wurden auch Bemerkungen zumeist diffamierender Art der Namensnennung beigefügt.
Die Abstimmung fand ohne weitere Aussprache statt. Der am häufigsten auf den Scherben genannte Mitbürger musste innerhalb von zehn Tagen für zehn Jahre in die Verbannung gehen, unter Androhung der Todesstrafe im Fall der vorzeitigen Rückkehr. An den öffentlichen Angelegenheiten seiner Polis mitzuwirken, blieb ihm während seiner Abwesenheit versagt; sein Eigentum aber behielt er. Ebenso wenig verlor er seine bürgerlichen Ehrenrechte. Darin unterschied sich das Scherbengericht von einem gewöhnlichen Gerichtsverfahren und einer ordentlichen Verurteilung.
Gelegentlich verabschiedete die Demokratie besondere Gesetze, um durch das Scherbengericht Verurteilte vorfristig zurückzurufen. So kehrten im Jahr 480 v. Chr. drei Verbannte, darunter Aristeides, nach Athen zurück, als man ihre Unterstützung gegen die Invasion des Xerxes in den Perserkriegen brauchen konnte.

## Überlieferte Anwendungen
Soweit bekannt, kam es 488/87 v. Chr. zum ersten Mal und 417 oder 415 v. Chr. zum letzten Mal zu einem Ostrakismos. Das zugrundeliegende Gesetz wurde möglicherweise schon auf Antrag des Kleisthenes im Jahre 507 v. Chr. erlassen, wofür allerdings Pseudo-Aristoteles fast 200 Jahre später die früheste Quelle liefert. Es wären dann 20 Jahre bis zur ersten Anwendung vergangen, obwohl es eine politisch unruhige Zeit war. Erklärt wird dies in der Forschung teils damit, dass das ursprüngliche Verfahren 488/87 v. Chr. modifiziert und der zuvor eventuell zuständige Areopag auch diesbezüglich entmachtet worden sein könnte. Von einer formalen Abschaffung des Ostrakismos irgendwann ist nichts überliefert.
15 Ostrakismen sind aus Athen bekannt, einige genauer:
- 488/87 v. Chr.: Hipparchos, Sohn des Charmos, von mütterlicher Seite aus der Familie des Peisistratos stammend;
- 487/86 v. Chr.: Megakles, Sohn des Hippokrates, aus der Familie der Alkmaioniden, Neffe des Kleisthenes; 480 v. Chr. zurückberufen. 472/71 v. Chr. erneut ostrakisiert;
- 485/84 v. Chr.: Xanthippos, der Vater des Perikles; 480 v. Chr. zurückberufen;
- 483/82 v. Chr.: Aristeides, wohl gegen Themistokles; 480 v. Chr. zurückberufen;
- 472/71 v. Chr.: Megakles, Sohn des Hippokrates, zum zweiten Mal, gegen Themistokles, nachrangig wurden auch Aristeides und Kimon benannt;
- 471/70 v. Chr.: Themistokles, der Sieger von Salamis, nachdem er mehrfach Ostrakismen überstanden hatte;
- 461/60 v. Chr.: Kimon, Sohn des Miltiades, des Marathonsiegers;
- 444/43 v. Chr.: Thukydides, Sohn des Melesias, gegen Perikles;
- 417/15 v. Chr.: Hyperbolos, gegen Alkibiades und Nikias. Letzte Ostrakisierung.

Bei dieser letzten Abstimmung wurde das Verfahren ad absurdum geführt, als die eigentlichen Kontrahenten Nikias und Alkibiades ihre Anhänger auf den Demagogen Hyperbolos konzentrierten, der den Ostrakismos beantragt hatte. Es war damit offenbar so diskreditiert, dass keine weitere Ostrakophorie mehr durchgeführt wurde, obgleich noch weitere 100 Jahre zu Beginn eines jeden Jahres formal vom Volk abgestimmt wurde, ob eine durchzuführen sei.

## Einordnungen
Die Ostrakisierung nahm eine eigentümliche Zwitterstellung zwischen Prozess und „negativer Wahl“ (Martin Dreher) ein und erfolgte offensichtlich nicht aufgrund gesetzlich definierter Vergehen. Literarische Quellen setzten im Wesentlichen erst ein halbes Jahrhundert nach den Ereignissen ein, die Mehrzahl datiert noch später. Die Autoren hatten jedenfalls keine aktenmäßigen Grundlagen, sodass sie wohl auf Vermutungen angewiesen waren.
Gelegentliche Zusätze auf den erhaltenen Tonscherben lassen Rückschlüsse auf die Motive der Abstimmenden zu, etwa wenn ein Benannter in der Ära der Perserkriege als „Perserfreund“ bezeichnet wurde. Das Spektrum der individuellen Gründe für ein Verbannungsvotum dürfte breit anzusetzen sein: vom „Hass gegen den Demos“ über mangelnde politische Eignung, Besitzgier und Verschwendungssucht bis zu übertriebenem Eigensinn und Ehrgeiz.
Allerdings standen in vielen Fällen auch Kontrahenten „zur Wahl“, die für unterschiedliche Richtungen der attischen Politik standen, so dass mit der Ostrakisierung eines der beiden meist recht einflussreichen Politen der Einfluss des anderen gefestigt wurde. Zunehmende Erbitterung in der politischen Auseinandersetzung und der Wille, einer bestimmten, bedeutsamen politischen Entscheidung den Weg freizumachen, mögen für die jeweilige die Ansetzung des Ostrakismos in Athen maßgeblich gewesen sein, so in wichtigen Fragen der Außenpolitik, bezüglich der Aufrüstungspolitik gegen die Perser zur See und des Konfrontationskurses gegen die Perser überhaupt. Beispielsweise wurde die Kontroverse zwischen Aristeides und Themistokles um den Flottenbau gegen die Bedrohung durch die Perser im Jahr 482 v. Chr. endgültig entschieden, indem Aristeides ostrakisiert wurde. Die Ostrakisierungen des Kimon (461 v. Chr.) und des Thukydides Melesiou (443 v. Chr.) waren Richtungsentscheidungen für eine weitere Demokratisierung Athens.
Christian Meier sieht im Ostrakismos „das einzige je erfundene legale Mittel, um den Aufstieg eines Usurpators rechtzeitig zu stoppen“, wobei in diesem Fall schon der Verdacht eines künftigen Machtmissbrauchs genügte. Vorbeugung gegen die Tyrannis habe bei der Einführung des Scherbengerichts das entscheidende Argument sein müssen. In späterer Zeit dagegen habe die Institution eher der Entfernung des Zweitmächtigsten gedient und damit der Konkurrenzbeschränkung unter den Politikern. Jedenfalls förderte der Ostrakismos den Einfluss der Bürger auf die Geschicke der Polis, indem gerade die Mächtigen Rücksicht nehmen mussten, um sich eine Verbannung zu ersparen.
Josiah Ober stellt bezüglich des Ostrakismos einen Rückbezug zu den solonischen Reformen her: Letztendlich habe er den Athenern in Form einer unblutigen Institution die Möglichkeit verschafft, ihrer Pflicht zu genügen, in einem Bürgerkrieg Partei zu ergreifen. Der Ostrakismos habe dem Volk einzuschreiten erlaubt, sobald Rivalitäten in der attischen Elite in gewaltsame innere Auseinandersetzungen auszuarten drohten. Er habe die gefährlichsten Aspekte der Rivalität gedämpft, „ohne gesellschaftlich wertvolle Formen des Elitenwettbewerbs zu beschneiden.“

## Nachfolgende Abwandlungen
Der Rechtshistoriker Uwe Wesel sieht den Ostrakismos, der im 4. Jahrhundert v. Chr. nicht mehr praktiziert wurde, zu dieser Zeit durch zwei andere Verfahrenstypen abgelöst, die sich gegen fehlgeleitete Antragsteller in der Volksversammlung richteten. In Prozessen vor einem Strafgericht konnten diejenigen per Graphe paranomon angeklagt und verurteilt werden, die entweder gesetzeswidrige Anträge in die Volksversammlung eingebracht oder bei den Nomotheten ein Gesetz beantragt hatten, das sich in der Praxis als „unzweckmäßig“ erwies.